# سباستيان روزنتال
سباستيان روزنتال إيغوالت (مواليد 1 سبتمبر 1976 في سانتياغو، تشيلي) هو لاعب كرة قدم تشيلي دولي سابق كان يلعب كلاعب وسط. اعتزل اللعب عام 2008 مع مكابي نتانيا. بدأ مسيرته الرياضية عام 1992 مع نادي أونيفرسيداد كاتوليكا. لعب خلال مسيرته 279 مباراة سجل خلالها 94 هدفاً.

## مسيرته الكروية
لعب سباستيان روزنتال خلال مسيرته الاحترافية مع 10 أندية في واحد وعشرون موسمًا وسجل خلالها 91 هدفًا ضمن 266 مباراة. حيث فاز في ثلاثة مواسم بالكأس وفي ستة مواسم بالدوري.
خاض سباستيان روزنتال مسيرته مع نادي أونيفرسيداد كاتوليكا في موسم 1992 في المرة الأولى واستمر معه طيلة ثلاثة مواسم ثم في موسم 1999 واستمر معه طيلة ثلاثة مواسم ثم في عامي 2003-2005 ولمدة موسمين، مشاركًا طوالها في 113 مباراة سجل خلالها 62 هدفًا. ثم انتقل إلى نادي رينجرز في موسم 1996–97 ليلعب معه أربعة مواسم، حيث شارك في 17 مباراة سجل خلالها 3 أهداف. لينتقل بعدها إلى نادي إنديبندينتي في موسم 2000–01 لمدة موسم واحد، مشاركًا في 7 مباريات ولم يسجل أي هدف. ثم انتقل إلى نادي كولو-كولو في عامي 2001-2003 ولمدة موسمين، مشاركًا في 22 مباراة سجل خلالها 8 أهداف. هذا وانتقل لاحقًا إلى نادي غراسهوبر زيوريخ في موسم 2002–03 لمدة موسم واحد، مشاركًا في 22 مباراة سجل خلالها هدفًا واحدًا. ثم انتقل بعدها إلى نادي يونيون إسبانيولا ما بين عامي 2004 و2005 لمدة موسم واحد، مشاركًا في 36 مباراة سجل خلالها 11 هدفًا. ليعود وينتقل من جديد، لكن هذه المرة إلى Puerto Rico Islanders ‏ ما بين عامي 2005 و2006 لمدة موسم واحد، مشاركًا في 9 مباريات سجل خلالها هدفين. لينتقل بعدها إلى نادي كولومبوس كرو ما بين عامي 2006 و2007 لمدة موسم واحد، مشاركًا في 20 مباراة سجل خلالها 3 أهداف. ثم لعب في مكابي بتاح تكفا في موسم 2006–07 لمدة موسم واحد، مشاركًا في 6 مباريات ولم يسجل أي هدف. ليعود ويرتحل عنه إلى نادي مكابي نتانيا في موسم 2007–08 لمدة موسم واحد، مشاركًا في 14 مباراة سجل خلالها هدفًا واحدًا.

## روابط خارجية
- سباستيان روزنتال على موقع الاتحاد الدولي (مؤرشف)  (الإنجليزية)
- سباستيان روزنتال على موقع الدوري الأمريكي (الإنجليزية)
- سباستيان روزنتال على موقع قاعدة بيانات كرة القدم.إي يو (الإنجليزية)
- سباستيان روزنتال على موقع ناشيونال فوتبول تيمز (الإنجليزية)
- سباستيان روزنتال على موقع عالم كرة القدم.نت (الإنجليزية)